# Scaphiostreptus piesthopygus
Scaphiostreptus piesthopygus är en mångfotingart som beskrevs av Carl Graf Attems 1914. Scaphiostreptus piesthopygus ingår i släktet Scaphiostreptus och familjen Spirostreptidae. Inga underarter finns listade i Catalogue of Life.